# Pandolfo Fancelli

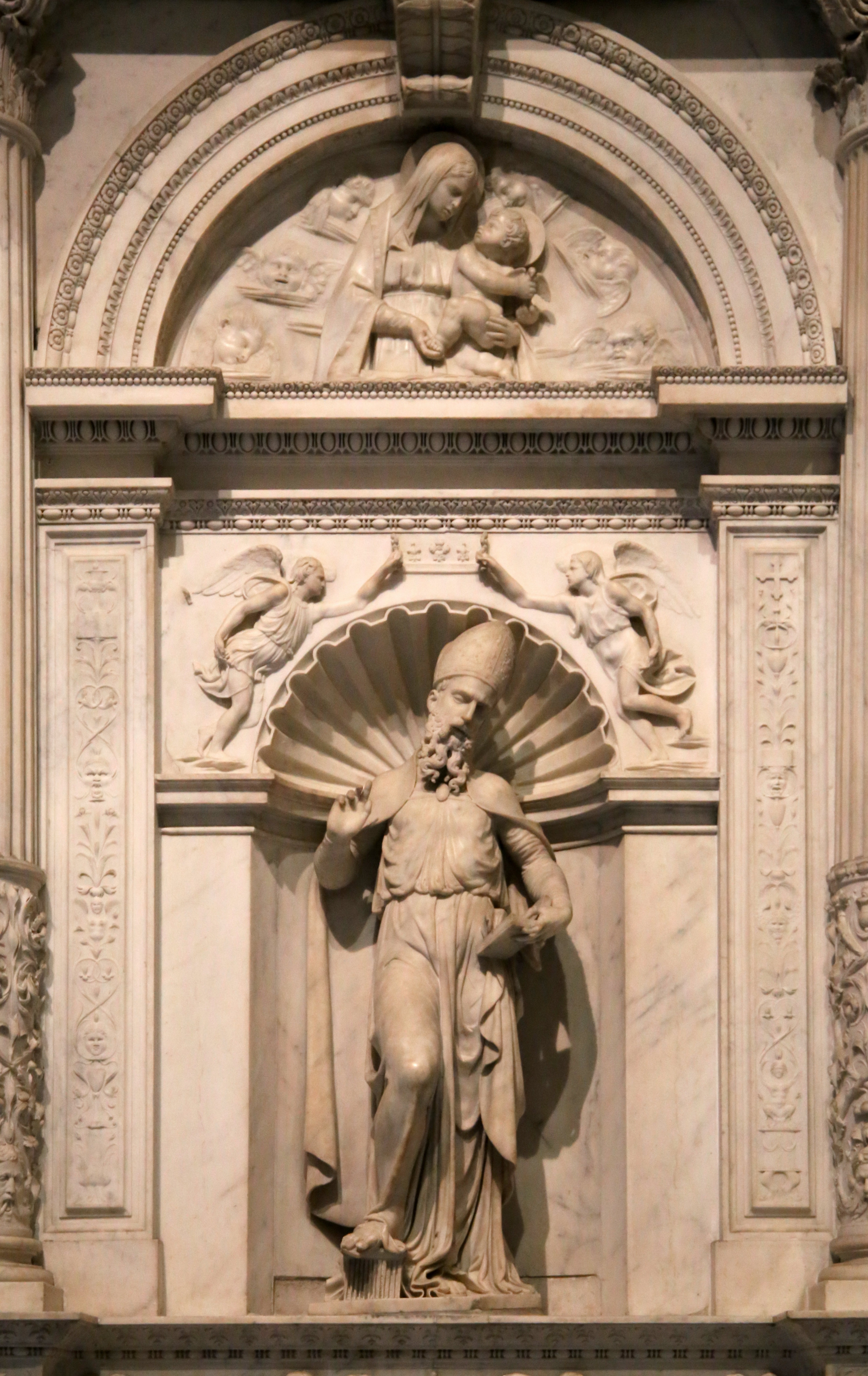
Altar San Biagio, 1523–1526 Dom zu Pisa

Pandolfo Fancelli, auch Pandolfo Fiorentino (* in Mantua; † im Juli 1526 in Pisa) war ein italienischer Bildhauer.

## Leben
Pandolfo Fancelli wurde wahrscheinlich in Mantua in den 1490er Jahren geboren. Er war der Sohn von Bernardo Fancelli, bei dem er in die Lehre ging, der Bruder von Bartolo Fancelli und Vetter von Domenico Fancelli. Nach dem Tod seines Vaters 1508 folgte er in den 1510er Jahren seinen in Spanien tätigen Vetter Domenico.
Mit seinem Vetter arbeitete er am Grabmal von Ferdinand II. von Aragón und seiner Frau Isabella I. von Kastilien in der Capilla Real der Kathedrale von Granada. Nach dem Tod seines Vetters Domenico 1519 arbeitete er zusammen mit Bartolomé Ordóñez am Grab von Francisco Jiménez de Cisneros. Die Zusammenarbeit mit die Spanier wurde durch dessen Tod bereits im Dezember 1520 beendet. Nach diesem Zeitpunkt hielt sich Pandolfo Fancielli wieder in Italien auf.
Ab 1523 war er in Pisa an der Ausführung dekorativer Arbeiten im Dom zu Pisa zusammen mit Stagio Stagi tätig. Dort schuf er von 1523 bis 1526 den Altar San Biagio, welcher mit einem Puttenfries, einer Heiligenstatue sowie einer Madonna an der Lünette ausgestattet ist. Sein Werk wird der Hochrenaissance zugeordnet und weist Ähnlichkeiten zu den Arbeiten von Benedetto da Rovezzano auf. 1528 wurde es nach Fancellis Tod im Juli 1526 an der Pest anlässlich der Auseinandersetzung mit seinem Bruder Bartolo als Universalerben von Stagio Stagi und Donato Berti abgeschätzt.
Das 1523 in Auftrag gegebene Akanthuskapitell des Osterkronleuchters wurde schließlich von Stagi fertiggestellt.